# Bureau des procureurs (Japon)
Le bureau des procureurs (検察庁, Kensatsu-chō) est l'agence gouvernementale chargée de la conduite des poursuites judiciaires au Japon. Il s'agit d'un organe extraordinaire (特別の機関, Tokubetsu no Kikan) relevant du Ministère de la Justice (法務省, Hōmu-shō). Il se compose de quatre niveaux de bureaux : les parquets suprêmes, les parquets supérieurs (8), les parquets de district (50) et les parquets locaux (438).